# Theerthamalai

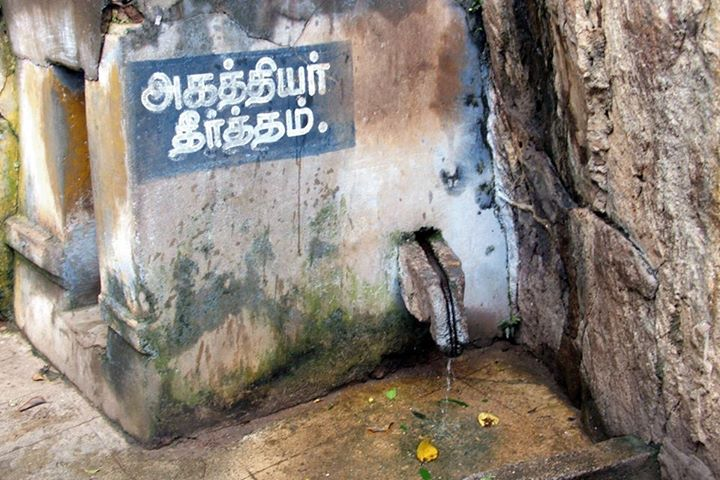
Heilige Quelle

Theerthamalai (Tamil: தீர்த்தமலை = „Berg des heiligen Wassers“) ist ein Dorf mit rund 2.000 Einwohnern im südindischen Bundesstaat Tamil Nadu. Auf halber Höhe eines nahegelegenen ca. 840 m hohen Berges befindet sich ein bedeutendes Shiva-Heiligtum.

## Lage
Theerthamalai befindet sich ca. 15 km (Fahrtstrecke) nordöstlich von Harur bzw. ca. 70 km östlich der Distriktshauptstadt Dharmapuri in einer Höhe von ca. 320 m ü. d. M. Das Klima ist meist warm bis heiß; Regen fällt hauptsächlich während der Monsunmonate Mai bis November.

## Bevölkerung
Der weitaus größte Teil der zumeist Tamil sprechenden Einwohner des Ortes sind Hindus; andere Religionen spielen in den ländlichen gebieten Indiens kaum eine Rolle. Der männliche und der weibliche Bevölkerungsanteil sind nahezu gleich hoch.

## Wirtschaft
Die Feldwirtschaft und in geringem Umfang auch die Viehzucht (Kühe, Hühner) bilden die Lebensgrundlage der Bevölkerung. Im Ort selbst haben sich auch Kleinhändler, Handwerker und Dienstleister aller Art angesiedelt.

## Geschichte
Wie weit die Geschichte des Ortes zurückreicht ist unklar. Der Theerthagirishwarar-Tempel stammt mit großer Wahrscheinlichkeit aus dem 7. Jahrhundert; Inschriften aus der Chola-Epoche (9. bis 11. Jahrhundert) und der Vijayanagar-Periode (14./15. Jahrhundert) machen jedoch Erweiterungen wahrscheinlich. Gläubige Hindus pilgern zum Tempel um heiliges Wasser aufzufangen und in Flaschen abzufüllen.

## Sehenswürdigkeiten
Der dem Hindu-Gott Shiva geweihte Theerthagirishwarar-Tempelkomplex befindet sich in imposanter Lage auf einem Plateau der zerklüfteten Berglandschaft unterhalb des Gipfels. Der Haupttempel besteht aus einer großen, aber architektonisch eher unbedeutenden Vorhalle (mandapa) und der Cella (garbhagriha) mit einem abgestuften Turmaufbau (vimana) im Dravida-Stil. Der Turmaufbau zeigt Scheinarchitekturen und Figuren; er endet jedoch nicht in der für die mittelalterliche Architektur Südindiens typischen „Schirmkuppel“, sondern in einer Art Haube.
Der Haupttempel ist umgeben von weiteren Kleintempeln und einer offenen Halle.